# Безмасляный компрессор
Безмасляный компрессор — оборудование по сжатию и передаче воздуха или другой рабочей среды, где взаимодействие элементов рабочей камеры происходит без применения смазки (сухое трение).
Безмасляный компрессор не требует постоянную замену смазочных жидкостей. Благодаря отсутствию масла в механизме, безмасляный компрессор обеспечивает высокое качество сжатого воздуха или другой рабочей среды.

## Области применения
За счёт отсутствия в воздухе посторонних веществ и твёрдых частиц, компрессоры без масла широко используются в отраслях:
- Пищевая;
- Фармацевтическая;
- Химическая;
- Медицинская.

## Виды безмасляных компрессоров

### Поршневые
Агрегат не способен обеспечить высокое качество сжатой рабочей среды за счёт отсутствия систем очистки и фильтрации. Характеристики производительности: 1620 л/мин, мощность — до 11 кВт.
К плюсам таких компрессоров можно отнести дешевизну и небольшой вес. К недостаткам: небольшая производительность и низкое давление, также небольшой ресурс.

### Винтовые
Характеристики производительности: 1-1000 кубометров рабочей среды в минуту, давление: до 15 бар. Технические характеристики оборудования позволяют использовать винтовые компрессоры без масла в любой отрасли.
Плюсы винтовых компрессоров: можно использовать без ресивера (воздух поступает напрямую в фильтрующий элемент), низкий уровень шума, высокая производительность и экономичность порядка 30 %.

### Вихревые
Используются для получения давления до 2 бар и при высоких расходах сжатого воздуха. За счёт своего строения, вихревые компрессоры являются одной из наиболее надёжных моделей оборудования.

### Спиральные
Распространённая модель оборудования по сжатию воздуха в диапазоне низкой производительности. Идеальное соотношение цены и качества при небольшой потребности в сжатом воздухе.

### Машины динамического действия (лопастные)
Компрессорное оборудование, рассчитанное для обработки сжатого воздуха в больших объёмах — от 70 кубометров в минуту. К недостаткам модели относится сложное регулирование производительности.

## Преимущества безмасляных компрессоров
- Низкий уровень вибрации;
- Ограниченное количество движущих элементов;
- Высокий КПД;
- Производство чистого сжатого воздуха без примесей;
- Возможность интенсивной эксплуатации;
- Уровень шума до 70 дБ;